# Young & Hungry
Young & Hungry je prihajajoča ameriška tv serija, ki jo je ustvaril David Holden , katere izvršna producentka je Ashley Tisdale. Zvezdi serije snemane z več kamerami sta  Emily Osment in Jonathan Sadowski. Premiera serije bo 25.junija 2014 na televizijski mreži ABC Family.

## Opis
Serija sledi premožnemu mlademu podjetniku Joshu (Jonathan Sadowski), ki najame nespoštljivo mlado blogerko o hrani z imenom Gabi (Emily Osment), da postane  njegova nova osebna kuharica. Obupana, da obdrži novo službo, mora Gabi dokazati svoje sposobnosti,  Joshu in njegovemu osebnemu pomočniku Elliotu (Rex Lee) ki bi raje najel slavenega kuharja za delo namesto nje.Serija temelji na življenju ameriške blogerke o hrani, Gabi Moskowitz.

## Igralci

### Glavni
- Emily Osment kot Gabi Diamond
- Jonathan Sadowski kot Josh Kaminski
- Rex Lee kot Elliot Park
- Aimee Carrero kot Sofia Rodriguez
- Kym Whitley kot Yolanda

### Manjši
- Annie Potts kot Donna Kaminski
- Michael Voltaggio kot Chef Michael

## Epizode
| Št. | Naslov             | Direktor je | Napisal je   | Predvajano     | U.S. gledalci (milijoni) |
| --- | ------------------ | ----------- | ------------ | -------------- | ------------------------ |
| 1   | "Pilot"            | Andy Cadiff | David Holden | 25. junij 2014 | TBD                      |
| 2   | "Young & Ringless" | Phil Lewis  | David Holden | 2. julij 2014  | TBD                      |

## Razvoj in produkcija
ABC Family je 23. avgusta 2013 objavil naročilo prve epizode za serijo Young & Hungry. Pilot je napisal David Holden in ki ga zrežiral Andy Cadiff. Ashley Tisdale, Eric Tannenbaum, Kim Tannenbaum, in Jessica Rhoades služijo kot izvršni producenti.
Razpored vlog se je začel septembra 2013, Emily Osment je bila najprej dodeljena glavna vloga kot Gabi Diamond, zavzeto kuharico ter blogerko ohrani, ki ima ne le resničen talent za kuhanje, ampak tudi sposobnost, da ugotovi, kaj je ljudje želijo, da jedo .  Aimee Carrero je bila naslednja igralka ki je dobila vlogo Sofije Rodriguez, Gabijine najboljše prijateljica, ki je ambiciozna bančna pravnica. Kmalu po tem, sta vlogi dobila Jonathan Sadowski in Rex Lee , Sadowski z vlogo  Josha Kaminskega, mladega  podjetnika, ki najame Gabi kot njegovo osebno kuharico; in Lee kot, Elliot Park, visoko nanizani osebni pomočnik Josa in njegova desna roka. Kym Whitley je bila zadnja igralka, ki je dobila glavno vlogo kot Yolanda, Josheva gospodinja.
ABC Family je 6. januarja 2014 objavil razpored za Young & Hungry kot original serijo na tej mreži. Premiera naj bi bila 25. junija 2014 skupaj z drugo novo komedijo Mystery Girls.